# 六氰合钴(III)酸镍(II)
六氰合钴(III)酸镍(II)是一种无机化合物，化学式为Ni3[Co(CN)6]2。它可由六氰合钴(III)酸钾和氯化镍、硫酸镍或硝酸镍反应，经过滤、洗涤后得到。一些文献在制备时会加入柠檬酸钠。该配合物它在高温下可以分解。它可用于制备(Ni,Co)Se2纳米材料。